# أنجيلينو
انجيلينو (مواليد 4 يناير 1997) هو لاعب كرة قدم إسباني يلعب كجناح أيسر في نادي آر بي لايبزيغ على سبيل الإعارة.

## روابط خارجية
- أنجيلينو على موقع الاتحاد الأوربي (الإنجليزية)
- أنجيلينو على موقع اتحاد تركيا (لاعب) (الإنجليزية)
- أنجيلينو على موقع الدوري الأمريكي (الإنجليزية)
- أنجيلينو على موقع إي إس بي إن إف سي (الإنجليزية)
- أنجيلينو على موقع قاعدة بيانات كرة القدم.إي يو (الإنجليزية)
- أنجيلينو على موقع ليكيب (الفرنسية)
- أنجيلينو على موقع Soccerbase.com (لاعب) (الإنجليزية)
- أنجيلينو على موقع Soccerway.com (الإنجليزية)
- أنجيلينو على موقع عالم كرة القدم.نت (الإنجليزية)
- أنجيلينو على موقع AS.com (الإسبانية)